# Women Hellas Verona 2019-2020
Questa voce raccoglie le informazioni riguardanti la Women Hellas Verona Società Sportiva Dilettantistica nelle competizioni ufficiali della stagione  2019-2020.

## Stagione
La seconda stagione della sezione femminile dell'Hellas si apre con un avvicendamento sulla panchina della squadra, affidata a Emiliano Bonazzoli, già al ChievoVerona Valpo nella stagione precedente, che rileva Sara Di Filippo alla guida tecnica della squadra. In organico altre figure dirigenziali provenienti dalla oramai scomparsa società Valpolicella affiliata al ChievoVerona quali l'ex presidente Flora Bonafini e Antonella Formisano.
A seguito dello svilupparsi della pandemia di COVID-19 che ha colpito l'Italia dal mese di febbraio, il 10 marzo 2020, quando erano state giocate sedici giornate di campionato, venne comunicata dalla FIGC una prima sospensione di tutte le attività agonistiche fino al 3 aprile successivo, conseguentemente a quanto disposto dal Governo per decreto ministeriale. Seguirono una serie di proroghe della sospensione delle attività agonistiche, finché l'8 giugno 2020 venne comunicata la sospensione definitiva del campionato di Serie A. La classifica finale è stata definitiva sulla base della classifica al momento della sospensione definitiva del campionato, alla quale sono stati applicati dei criteri correttivi: il Verona ha così concluso il campionato di Serie A al nono posto con 16,500 punti finali.

## Divise e sponsor
La grafica delle tenute di gioco per la stagione 2019-2020 è la stessa della squadra maschile, così come lo sponsor tecnico, Macron, e gli sponsor di maglia, Gruppo Sinergy (sponsor principale) e Air Dolomiti (co-sponsor).
| Casa | Trasferta | Terza divisa |

## Rosa
Rosa, ruoli e numeri di maglia tratti dal sito ufficiale.
| N. |                    | Ruolo | Calciatrice          |
| -- | ------------------ | ----- | -------------------- |
| 1  | Italia (bandiera)  | P     | Alessia Gritti       |
| 3  | Italia (bandiera)  | D     | Michela Ledri        |
| 4  | Italia (bandiera)  | D     | Laura Perin          |
| 5  | Polonia (bandiera) | C     | Madison Solow        |
| 6  | Italia (bandiera)  | C     | Bianca Giulia Bardin |
| 7  | Italia (bandiera)  | C     | Rossella Sardu       |
| 9  | Italia (bandiera)  | A     | Sofia Cantore        |
| 10 | Italia (bandiera)  | A     | Valeria Pirone       |
| 11 | Italia (bandiera)  | A     | Sara Baldi           |
| 12 | Italia (bandiera)  | P     | Camilla Forcinella   |
| 15 | Italia (bandiera)  | D     | Sofia Meneghini      |
| 17 | Italia (bandiera)  | A     | Veronica Pasini      |

| N. |                   | Ruolo | Calciatrice        |
| -- | ----------------- | ----- | ------------------ |
| 18 | Italia (bandiera) | A     | Benedetta Glionna  |
| 19 | Italia (bandiera) | C     | Elena Nichele      |
| 20 | Italia (bandiera) | D     | Sara Mella         |
| 21 | Italia (bandiera) | C     | Giorgia Motta      |
| 22 | Italia (bandiera) | D     | Anna Cavalca       |
| 23 | Italia (bandiera) | P     | Linda Fenzi        |
| 24 | Italia (bandiera) | D     | Ilaria Lazzari     |
| 25 | Italia (bandiera) | C     | Caterina Ambrosi   |
| 27 | Italia (bandiera) | D     | Stefania Zanoletti |
| 29 | Italia (bandiera) | A     | Eleonora Franco    |
| 62 | Italia (bandiera) | C     | Lucrezia Salimbeni |

## Calciomercato

### Sessione estiva
| Acquisti | Acquisti           | Acquisti           | Acquisti   |
| R.       | Nome               | da                 | Modalità   |
| -------- | ------------------ | ------------------ | ---------- |
| P        | Alessia Gritti     | ChievoVerona Valpo | svincolata |
| D        | Ilaria Lazzari     | Mozzanica          | svincolata |
| D        | Michela Ledri      | ChievoVerona Valpo | svincolata |
| D        | Stefania Zanoletti | ChievoVerona Valpo | svincolata |
| C        | Giorgia Motta      | ChievoVerona Valpo | svincolata |
| C        | Rossella Sardu     | ChievoVerona Valpo | svincolata |
| A        | Sofia Cantore      | Juventus           | prestito   |
| A        | Benedetta Glionna  | Juventus           | prestito   |

| Cessioni | Cessioni             | Cessioni        | Cessioni   |
| R.       | Nome                 | a               | Modalità   |
| -------- | -------------------- | --------------- | ---------- |
| D        | Anna Julia Molin     | Sassuolo        | definitivo |
| C        | Ioanna Maria Goula   | Cittadella      | definitivo |
| C        | Lucia Ondrušová      | Colonia         | definitivo |
| A        | Dessislava Eva Dupuy | Florentia S.G.  | definitivo |
| A        | Noemi Manno          | Pink Sport Time | definitivo |
| A        | Laura Rus            | Anderlecht      | svincolata |

## Risultati

### Serie A

#### Girone di andata
| Arbitro: | Baratta (Rossano) |

|                       |           |                   |
| Debever 51’ Merlo 75’ | Marcatori | 9’, 90+4’ Glionna |

| Arbitro: | Frosi (Treviglio) |

|                         |           |                  |
| Cantore 79’ Glionna 85’ | Marcatori | 90+2’ Martinovic |

| Bitetto 12 ottobre 2019, ore 15:00 CEST 3ª giornata | Pink Sport Time | 0 – 0 referto | Verona | Stadio Antonio Antonucci\| Arbitro: \| Vingo (Pisa) \| |
| Arbitro:                                            | Vingo (Pisa)    |               |        |                                                        |

| Arbitro: | Sfira (Pordenone) |

|  |           |                                                      |
|  | Marcatori | 3’ Bartoli 11’ Giugliano 29’ Bonfantini 86’ Thestrup |

| Arbitro: | Lingamoorthy (Genova) |

|                                 |           |  |
| Girelli 3’, 88’ Maria Alves 64’ | Marcatori |  |

| Arbitro: | Calzavara (Varese) |

|            |           |                                                    |
| Pirone 83’ | Marcatori | 25’ Papaleo 43’ Hjohlman 48’ Simonetti 68’ Cinotti |

| Arbitro: | Perri (Roma) |

|                                             |           |                        |
| Mauro 8’, 35’ Bonetti 49’ Parisi 88’ (rig.) | Marcatori | 64’ Glionna 80’ Pasini |

| Arbitro: | Andreano (Prato) |

|                                  |           |  |
| Solow 21’ Cantore 44’ Pirone 89’ | Marcatori |  |

| Arbitro: | Cannata (Faenza) |

|  |           |                                    |
|  | Marcatori | 9’ Zanoletti 54’ Glionna 63’ Baldi |

| Arbitro: | Tesi (Lucca) |

|  |           |              |
|  | Marcatori | 49’ Giacinti |

| Arbitro: | Finzi (Foligno) |

|                                    |           |             |
| Ferrato 38’, 45’, 50’ Sabatino 86’ | Marcatori | 49’ Cantore |

#### Girone di ritorno
| Arbitro: | Restaldo (Ivrea) |

|  |           |                                    |
|  | Marcatori | 4’ Tarenzi 26’ Merlo 64’ Marinelli |

| Arbitro: | Villa (Rimini) |

|                     |           |           |
| Martinovic 33’, 48’ | Marcatori | 81’ Baldi |

| Arbitro: | Silvera (Valdarno) |

|           |           |              |
| Baldi 17’ | Marcatori | 26’ Honkanen |

| Arbitro: | Mirabella (Napoli) |

|                                                                          |           |  |
| Bartoli 18’ Bonfantini 20’, 30’, 47’ Hegerberg 27’ Andressa 45+1’ (rig.) | Marcatori |  |

| Arbitro: | Rispoli (Locri) |

|  |           |                                                            |
|  | Marcatori | 45+2’ Hyyrynen 70’ Girelli 81’ Junge Pedersen 84’ Stašková |

| Empoli 21 marzo 2020, ore 14:30 CET 17ª giornata | Empoli | – Annullata | Verona | Centro sportivo Monteboro |

| Verona 28 marzo 2020, ore 14:30 CET 18ª giornata | Verona | – Annullata | Fiorentina | Stadio Aldo Olivieri |

| Cologno al Serio 18 aprile 2020, ore 15:00 CEST 19ª giornata | Orobica | – Annullata | Verona | Centro sportivo "Giacinto Facchetti" |

| Verona 25 aprile 2020, ore 15:00 CEST 20ª giornata | Verona | – Annullata | Tavagnacco | Stadio Aldo Olivieri |

| Monza 9 maggio 2020, ore 15:00 CEST 21ª giornata | Milan | – Annullata | Verona | Stadio Brianteo |

| Verona 16 maggio 2020, ore 15:00 CEST 22ª giornata | Verona | – Annullata | Sassuolo | Stadio Aldo Olivieri |

### Coppa Italia

#### Fase finale
| Arbitro: | Taricone (Perugia) |

|              |           |  |
| Barbieri 19’ | Marcatori |  |

## Statistiche

### Statistiche di squadra
| Competizione | Punti       | In casa | In casa | In casa | In casa | In casa | In casa | In trasferta | In trasferta | In trasferta | In trasferta | In trasferta | In trasferta | Totale | Totale | Totale | Totale | Totale | Totale | DR  |
| Competizione | Punti       | G       | V       | N       | P       | Gf      | Gs      | G            | V            | N            | P            | Gf           | Gs           | G      | V      | N      | P      | Gf     | Gs     | DR  |
| ------------ | ----------- | ------- | ------- | ------- | ------- | ------- | ------- | ------------ | ------------ | ------------ | ------------ | ------------ | ------------ | ------ | ------ | ------ | ------ | ------ | ------ | --- |
| Serie A      | 12 (16,500) | 8       | 2       | 1       | 5       | 7       | 18      | 8            | 1            | 2            | 5            | 9            | 21           | 16     | 3      | 3      | 10     | 16     | 39     | -23 |
| Coppa Italia | -           | 0       | 0       | 0       | 0       | 0       | 0       | 1            | 0            | 0            | 1            | 0            | 1            | 1      | 0      | 0      | 1      | 0      | 1      | -1  |
| Totale       | -           | 8       | 2       | 1       | 5       | 7       | 18      | 9            | 1            | 2            | 6            | 9            | 22           | 17     | 3      | 3      | 11     | 16     | 40     | -24 |

### Andamento in campionato
| Giornata  | 1 | 2 | 3 | 4 | 5 | 6 | 7  | 8 | 9 | 10 | 11 | 12 | 13 | 14 | 15 | 16 | 17 | 18 | 19 | 20 | 21 | 22 |
| --------- | - | - | - | - | - | - | -- | - | - | -- | -- | -- | -- | -- | -- | -- | -- | -- | -- | -- | -- | -- |
| Luogo     | T | C | T | C | T | C | T  | C | T | C  | T  | C  | T  | C  | T  | C  | T  | C  | T  | C  | T  | C  |
| Risultato | N | V | N | P | P | P | P  | V | V | P  | P  | P  | P  | N  | P  | P  | -  | -  | -  | -  | -  | -  |
| Posizione | 4 | 3 | 5 | 5 | 7 | 9 | 10 | 9 | 7 | 8  | 9  | 9  | 9  | 9  | 9  | 9  | -  | -  | -  | -  | -  | -  |

Legenda:

Luogo: C = Casa; T = Trasferta. Risultato: V = Vittoria; N = Pareggio; P = Sconfitta.

### Statistiche delle giocatrici
| Giocatore     | Serie A  | Serie A | Serie A     | Serie A    | Coppa Italia | Coppa Italia | Coppa Italia | Coppa Italia | Totale   | Totale | Totale      | Totale     |
| Giocatore     | Presenze | Reti    | Ammonizioni | Espulsioni | Presenze     | Reti         | Ammonizioni  | Espulsioni   | Presenze | Reti   | Ammonizioni | Espulsioni |
| ------------- | -------- | ------- | ----------- | ---------- | ------------ | ------------ | ------------ | ------------ | -------- | ------ | ----------- | ---------- |
| C. Ambrosi    | 1        | 0       | 0           | 0          | 1            | 0            | 0            | 0            | 2        | 0      | 0           | 0          |
| S. Baldi      | 15       | 3       | 2           | 0          | -            | -            | -            | -            | 15       | 3      | 2           | 0          |
| B.G. Bardin   | 13       | 0       | 0           | 0          | 1            | 0            | 0            | 0            | 14       | 0      | 0           | 0          |
| S. Cantore    | 14       | 3       | 0           | 0          | 1            | 0            | 0            | 0            | 15       | 3      | 0           | 0          |
| A. Cavalca    | 0        | 0       | 0           | 0          | 0            | 0            | 0            | 0            | 0        | 0      | 0           | 0          |
| L. Fenzi      | -        | -       | -           | -          | -            | -            | -            | -            | -        | -      | -           | -          |
| C. Forcinella | 14       | -32     | 0           | 0          | 0            | 0            | 0            | 0            | 14       | -32    | 0           | 0          |
| E. Franco     | 1        | 0       | 0           | 0          | -            | -            | -            | -            | 1        | 0      | 0           | 0          |
| B. Glionna    | 16       | 5       | 1           | 0          | 1            | 0            | 0            | 0            | 17       | 5      | 1           | 0          |
| A. Gritti     | 2        | -7      | 0           | 0          | 1            | -1           | 0            | 0            | 3        | -8     | 0           | 0          |
| I. Lazzari    | 11       | 0       | 0           | 0          | 1            | 0            | 0            | 0            | 12       | 0      | 0           | 0          |
| M. Ledri      | 13       | 0       | 2           | 0          | 1            | 0            | 0            | 0            | 14       | 0      | 2           | 0          |
| S. Mella      | 15       | 0       | 4           | 0          | 1            | 0            | 0            | 0            | 16       | 0      | 4           | 0          |
| S. Meneghini  | 8        | 0       | 2           | 0          | 0            | 0            | 0            | 0            | 8        | 0      | 2           | 0          |
| G. Motta      | 9        | 0       | 1           | 0          | 1            | 0            | 0            | 0            | 10       | 0      | 1           | 0          |
| E. Nichele    | 1        | 0       | 0           | 0          | -            | -            | -            | -            | 1        | 0      | 0           | 0          |
| V. Pasini     | 14       | 1       | 0           | 0          | 1            | 0            | 0            | 0            | 15       | 1      | 0           | 0          |
| L. Perin      | 11       | 0       | 1           | 0          | 1            | 0            | 0            | 0            | 12       | 0      | 1           | 0          |
| V. Pirone     | 16       | 2       | 3           | 0          | 1            | 0            | 0            | 0            | 17       | 2      | 3           | 0          |
| L. Salimbeni  | 2        | 0       | 0           | 0          | 1            | 0            | 1            | 0            | 3        | 0      | 1           | 0          |
| R. Sardu      | 12       | 0       | 2           | 0          | 1            | 0            | 0            | 0            | 13       | 0      | 2           | 0          |
| M. Solow      | 16       | 1       | 0           | 0          | 0            | 0            | 0            | 0            | 16       | 1      | 0           | 0          |
| S. Zanoletti  | 15       | 1       | 3           | 1          | 0            | 0            | 0            | 0            | 15       | 1      | 3           | 1          |